# 레너드 서스킨드
레너드 서스킨드(Leonard Susskind, 1940년 ~)는 스탠포드 대학교의 펠릭스 블로흐 이론물리학 교수이다. 주요 연구분야는 끈이론, 양자장론, 양자통계역학, 양자우주론이다. 미국국립과학학술원, 미국인문과학학술원의 회원이며 캐나다 페리미터 이론물리연구소의 겸임교수이며 한국 고등과학원의 석좌교수이다. 서스킨드는 난부 요이치로와 홀거 닐센과 함께 끈이론의 창시자 중 한 명으로 널리 알려져있으며 입자가 상대론적 끈의 들뜬 상태로 기술될 수 있다는 생각을 독립적으로 소개하였다. 또한 그는 2003년에 끈이론 풍경이라는 착상을 최초로 소개하였다. 1998년에 사쿠라이 상을 수상하였다.

## 같이 보기
- 초대칭